# 로마의 수도교

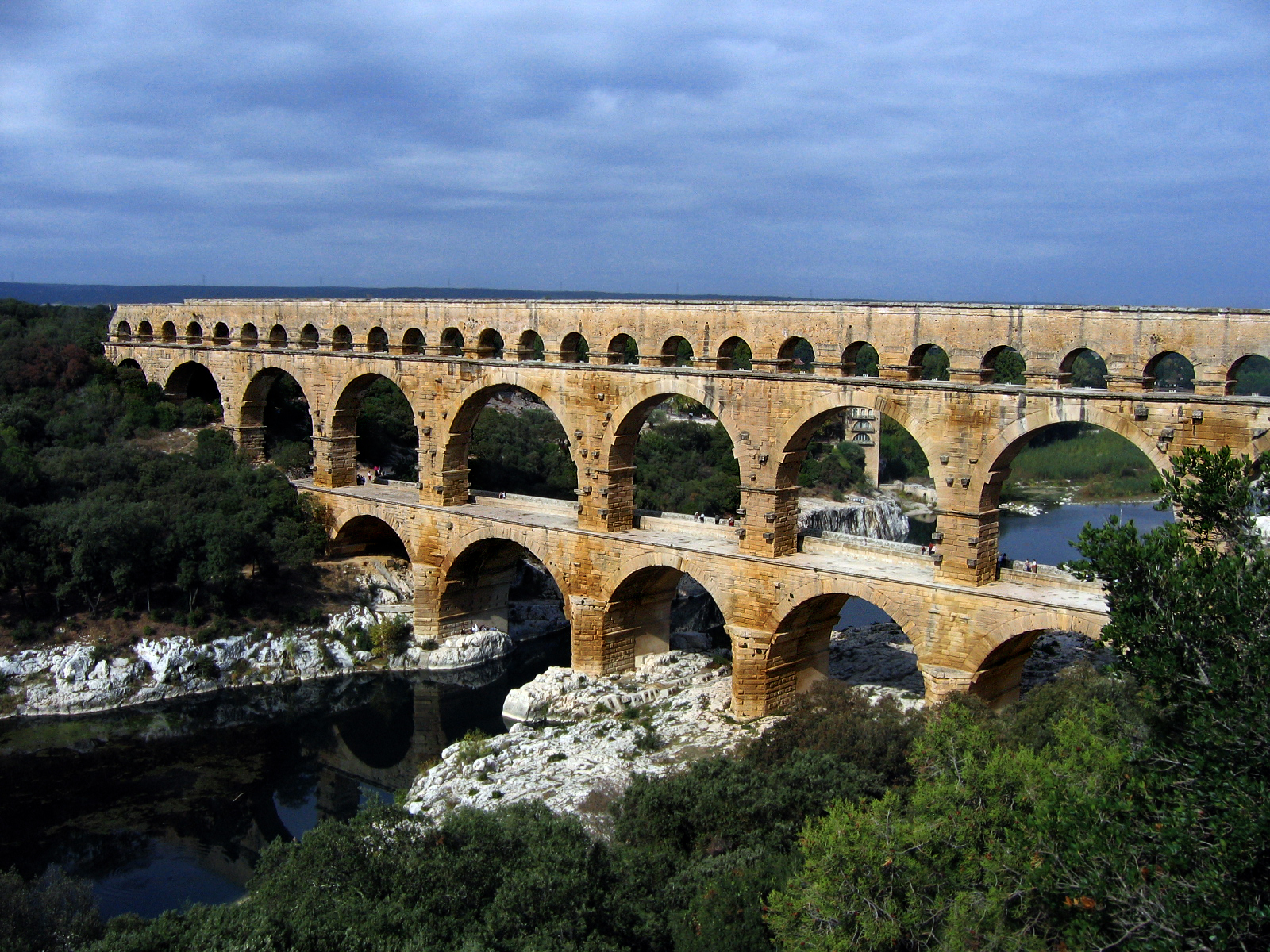
현재 남부 프랑스에 있는 퐁뒤가르 다목적 아치교. 로마시대에 쓰였으며 위에는 수도교로 사용되었고, 아래는 사람들이 다녔다. 지금의 님으로 물을 운반하기 위하여 지었다.

로마 제국은 머나먼 수원지에서 도시나 마을로 공중목욕탕, 공중화장실, 분수, 사유지에 수돗물을 공급하기 위하여 다양한 수도교를 지었다. 또한 농장이나 정원에 공급되었고, 사용하고 남은 물은 하수처리를 위한 복잡한 하수도를 통해서 오수와 폐수 등을 배출하였다.
수로에는 만유인력의 법칙을 통해 물을 흘려서 공급하였다. 경사도는 평균 0.2~0.5%였고 경우에 따라서는 16.5%가 되었는데, 공사지역의 기후와 특성에 따라서 돌과 시멘트를 사용한것과 벽돌을 사용한 것도 있다. 언덕이 그리 넓거나 크지 않다면, 갱도를 파고 들어가 관통하는 방법을 택했고 일정한 간격으로 언덕에서 수직으로 굴을 파서 수리구멍과 환기구를 만들었다. 골짜기가 나오면 다리를 놓거나 사이펀 원리로 밑을 파고 들어갔다.
로마의 첫번째 수로는 성벽안의 도시에 물을 공급하였고, 3세기 무렵에는 로마에 11개가 되는 수도교가 건설이 되었다. 수도교는 인구 100만 이상의 도시 로마의 경제를 지탱하였다. 물의 대부분은 공동수조나 분수, 목욕탕 등에 사용이 되었고, 로마제국이 성장하면서 다른 도시나 자치구역에 수도교가 추가로 건설되었다.
이 튼튼한 수도교는 현재도 일부 지역을 그대로 쓰이고, 유물 보호때문에 현대식 수도관을 내부나 아래에 설치하여 지금도 시민들에게 수돗물을 공급하고 있다. 이와 관련한 서적을 출간하였던 적이 있는데, 기원전 1세기의 비트루비우스의 건축론이나 프론티누스의 수도론이 대표적인 서적이고, 유명한 수도교 건축물로는 세고비아 수도교의 다리와 콘스탄티노플의 수도교가 있다.

## 배경
로마 최초의 수도교를 계획한 아피우스 클라우디우스가 기원전 312년에 로마인들에게 깨끗한 물을 공급하기 위해 그리고 물로 인해 발생하는 수인성 전염병을 방지하기 위하여 건설되었다. 수도교가 건설되기 한참 이전에 로마는 기원전 312년까지 다른 지역의 민족들처럼 샘이나 지하수, 시냇물 그리고 우물, 빗물등을 통해 물을 항아리나 옥상에 보충하였다. 로마는 테베레강이 흐르고 로마의 7개의 언덕에서 흐르는 시냇물이 많아서 하수도(cloaca)가 상수도보다 먼저 건설되었고, 이 하수도를 통해 옥상의 빗물과 온갖 오염물질을 강으로 배출하였다. 로마는 그리스와 에트루리아의 기술자들에 비해 기술은 모자라도 풍부한 수량과 로마의 잠재성으로 이를 극복하여 그전까지 어떠한 국가도 하지 못하였던 상수도 건설은 로마 고유의 발명품이 된다. 그리고 그리스나 에트루리아에게도 수자원 관리 기술이 있었음에도 뚜렷한 성과를 보여주지 못하였다.
이 수도교는 로마제국 초기 즉 아우구스투스에서 네로황제 시기가 되면서 100만 인구의 도시 로마에 공중시설에 대한 상수도보급은 로마인의 생활에 중요한 부분이 되어갔다. 수도교를 통한 수돗물은 도시와 마을에 빌라, 도시 장식, 교외, 시장, 농지, 공업등에 쓰이고 이 물이 다시 하수도로 가고 이러한 과정을 통해서 로마의 부와 경제를 성장시키는 큰 동력원이었다.

### 로마의 수도교

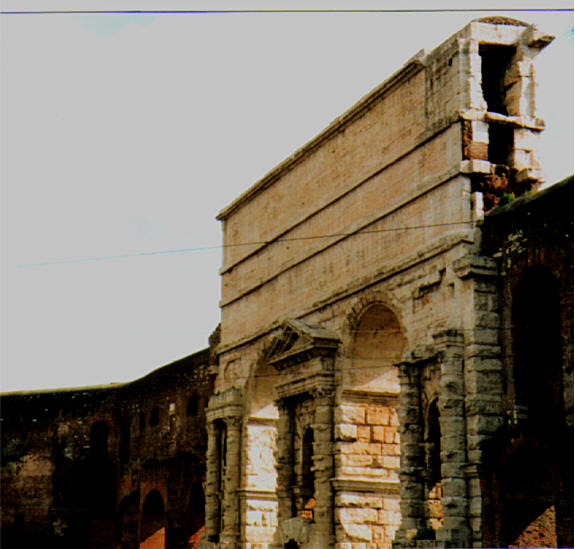

로마의 고대 성벽안에는 여러개의 우물이 있고 또 여러 식수원이 있지만, 이는 쉽게 변질된다는 단점이 존재하였다. 또한 갈리아의 로마점령을 계기로 식수원을 안정적으로 공급할 필요성이 대두되었다. 점차 시대적 요구에 따라서 기원전 312년 아피우스 클라우디우스라는 재무관이 로마 최초의 수도체계를 계획하여 이 계획을 시행하였는데. 이것이 아쿠아 아피아 우리말로는 아피아 수도라고 명명된 이 공사는 추후 모든 로마의 수도공급 시스템의 시초가 되었다. 그리고 이 수도는 지하의 면적이 지상 대비 185 : 1로 지하가 압도적인데 이것은 수온상승 방지와, 증발을 막기 위함이었다. 두번째 수도교인 아니오 베투스는 옛 아니오 수도라는 뜻으로 아피아 수도가 지은지 40여년 째 되던 기원전 272년 완공된 것이다. 이 수도교는 아니오 강을 수원으로 하는 것이라서 이름이 아니오 베투스이다. 세번째 수도는 기원전 144년에 3차 포에니 전쟁을 마친지 2년째 되는 해에 착공되었다. 이름은 당시 법무관인 마르키우스의 이름을 따서 아쿠아 마르키아로 마르키아 수도라는 의미의 이 수도는 처음에는 마르키우스가 아피아수도와 구형 아니오 수도를 수리를 하던 중 증가하는 인구때문에 추가 필요성에 의하여 건설된 수도이다. 이 마르키아 수도는 같은 아니오강을 사용하지만 이 수도는 아니오강의 수원지에서 바로 흘러와서 거리가 91.64km의 길이에 송수량은 185,600m3정도의 송수량을 자랑하였고, 수질도 지금의 수돗물과 뒤지지 않는 최상급 품질을 자랑해서 이후에 지어진 비르고 수도와 더불어서 최고의 수질을 자랑했다. 이후 기원전 125년에 지어진 테폴라 수도가 지어진 이후 로마는 로마황제 아우구스투스가 즉위한 이후 아그리파가 240여명의 노예로 구성한 공공사업 기술자들로 구성된 공공사업 위윈회의 창설로 이어지고 아그리파는 아쿠아 율리아, 아쿠아 비르고, 아쿠아 알시에티나를 건설한다. 먼저 율리아 수도(아쿠아 줄리아)는 로마 시내 동부지역의 수도공급을 목적으로 지었고, 로마 최초의 대규모 목욕탕인 아그리파 목욕탕에 물을 공급하기 위한 비르고 수도{아쿠아 비르고}를 기원전 19년 6월 9일 완공되어 수질을 마르키아 수도와 더불어 최상의 수질을 자랑한 수도였다. 이 수도는 지금은 스페인 광장과 트레비 분수 그리고 로마 구시가지에 물을 지금도 공급하고 있다. 이 후 아그리파 기술자들은 아우구스투스 황제가 신분을 기사계급으로 승진시켜 건설부처럼 로마의 건물을 관리하는 부서처럼 변한다. 아그리파 사후 10년 후가 지난 기원전 2년에 아쿠아 알시에티나가 완공된다. 수질이 나쁜 이 수도는 식수로 사용이 금지된 것으로 이것은 공업용수용으로 공급된 수도이다.
칼리굴라의 뒤를 이은 클라우디우스 황제는 서기 52년 8월 1일 자신의 생일에 두개의 수도에 물을 공급하기 시작하였다. 하나는 아쿠아 클라우디아와 아니오 노부스로 명명된 이 수도로 로마는 총 아홉개의 수도로 수돗물을 공급하였다. 서기 2세기 오현제시대 황제 트라야누스 황제의 아쿠아 트라야나수도, 카라칼라의 아쿠아 안토니아나가 있다.

### 로마제국의 수도교
로마에 공급되던 수도교와 유사한 수도망을 제국 곳곳에 건설하였다. 대표적으로 스페인의 세고비아 수도교, 프랑스 퐁 뒤 가르 등이 있고, 일부 지역은 복구해서 지금도 사용하는 곳이 많이 존재한다.

## 같이 보기
- 로마 건축
- 로마의 공학

## 참고
1. ↑  Gargarin, M. and Fantham, E. (editors). The Oxford Encyclopedia of Ancient Greece and Rome, Volume 1. p. 145
2. ↑  시오노 나나미, 로마인 이야기
3. ↑  아피우스는 도로도 건설하였는데 바로 유명한 아피아 가도이다. 그리고 이 사람의 영향에 따라 로마는 건설 총책임자의 이름을 도로나 수도관의 명칭으로 쓴다.
4. ↑  시오노 나나미, 로마인이야기 10권 320쪽~ 323쪽
5. ↑  이 수도는 비가 오거나 하면 쉽게 탁토가 심해져서 주로 조경용수나 분수용으로 쓰였을 가능성이 높다.
6. ↑  율리아 수도
7. ↑  비르고 수도
8. ↑  알시에티나 수도
9. ↑  지금으로 치면 기업가이다.